# Raiden (mytologi)
Raiden (来伝 eller 雷殿 eller 来殿) är åskans och blixtens gud i japansk mytologi.

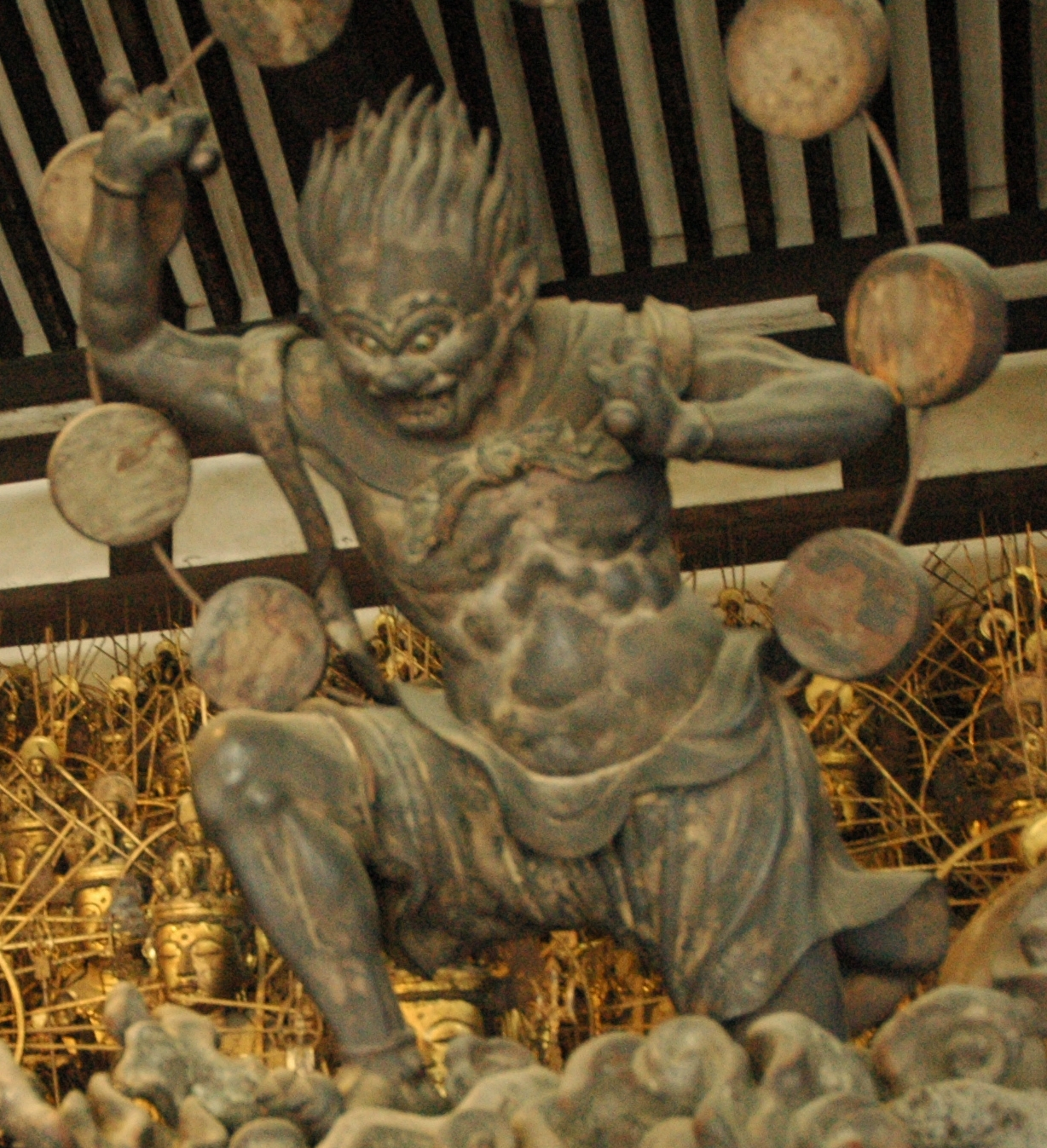

Namnet kommer från det japanska ordet rai (雷 "Åska") och "gud" eller "Kami" (神 = Jap: "shin"). Han är vanligtvis avbildad som en demon som slår på trummor för att skapa åska, vanligtvis med symbolen "tomoe" ritad på trummorna. Han är också känd med följande namn:
- Yakusa no ikazuchi no kami: Yakusa (八, åtta) och ikazuchi (雷, åska) och kami (神, ande eller gudom)
- Kaminari-sama: Kaminari (雷, kaminari, åska) och -sama (様, en japansk hederstitel, som betyder "mästare")
- Raiden-sama: rai (雷, åska), den (電, blixt), och -sama (様, mästare)
- Narukami: naru (鳴, dånande / rullning) och kami (神, ande eller gudom)